# Фатом-Файв (национальный морской парк)
Национальный морской парк Фатом-Файв (англ. Fathom Five National Marine Park, фр. Parc marin national Fathom Five) — планируемый национальный парк Канады, расположенный на юге канадской провинции Онтарио.

## Физико-географическая характеристика
Национальный морской парк включает в себя акваторию у побережья полуострова Брус, отделяющего залив Джорджиан-Бей на озере Гурон. В акватории парка расположен целый ряд островов, самыми крупными из которых являются острова Коув (англ. Cove Island) и Флауэрпот (англ. Flowerpot Island). На самом полуострове расположен национальный парк Брус. С юга к парку ведёт автомагистраль 6 (Highway 6), а с севера — паромная переправа. Кроме того, недалеко от парка расположены аэропорты Тобермори и Виартон.
Острова в парке являются частью возвышенности Ниагара Эскарпмент, которая протянулась вплоть до Ниагарского водопада. Эскарпмент входит в горную цепочку, которая проходит через все Великие озёра, в частности полуостров Дор (англ. Door Peninsula) в озере Мичиган, который отделяет залив Грин, является аналогом полуострова Брус в озере Гурон. Доломитовые скалы были сформированы более 400 миллионов лет назад.
Во время исследования дна на территории парка была обнаружена подводная возвышенность к северо-востоку от острова Эхо (англ. Echo Island). Возвышенность протянулась на 1750 метров с северо-запада на юго-восток. Её высота составляет около пяти метров над основным уровнем дна. На вершине возвышенности находится трещина, ширина которой меняется от одного метра до шести.
Около 5 тысяч лет назад полуостров Брус был соединён с островом Манитулин. Вода из озера Гурон попадала в залив Джорджиан через несколько крупных рек (по меньшей мере две реки). Одна из этих рек расположена недалеко от острова Миддл (англ. Middle Island). На реке шириной 1000 метров была сформирована сеть порогов длиной 800 метров с перепадом высот 40 метров. Этот перепад высот сохранился и привлекает внимание учёных даже несмотря на то, что скрыт водой. Учёные рассчитывают также найти следы того, что люди и животные использовали перешеек между Манитулином и полуостровом Брус для миграции.
Кроме того, учёные пытаются определить уровень воды в озёрах в разное время. В акватории парка сохранились деревья, расположенные на глубине до 43 метров. Радиоуглеродный анализ показал, что их возраст около девяти с половиной тысяч лет.

## Флора и фауна
Растительный и животный мир на островах парка Фатом-Файв отличается от острова к острову и по сравнению с основной землёй. На самом крупной острове парка, острове Кейв, водятся олени, медведи, гремучие змеи и другие животные, в то время как на острове Флауэрпот можно встретить большое количество змей, что обусловлено тем, что на нём не водятся хищники. Также на острове обитают обыкновенные белки, но нет бурундуков.
На полуострове Брус встречается 43 вида орхидей, некоторые из которых можно встретить на территории островов морского парка. В середине мая на острове Флауэрпот зацветает калипсо (Calypso bulbosa), кроме того, на территории парка произрастает Piperia unalascensis. Этот вид типичен для Аляски и северо-запада Канады, но не для Онтарио. Кроме того, здесь растут (Iris lacustris), Arnoglossum, более 20 видов папоротника, включая многорядник копьевидный (Polystichum lonchitis).